# Яксманичі
Яксманичі (пол. Jaksmanice) — розташоване на Закерзонні село в Польщі, у гміні Медика Перемишльського повіту Підкарпатського воєводства.
Населення — 496 осіб (2011).

## Розташування
Розміщене недалеко від кордону з Україною. Село розташоване за 9 км на схід від Перемишля та 71 км на схід від Ряшева.

## Назва
У 1977—1981 рр. в ході кампанії ліквідації українських назв село називалося Вітольдувек (пол. Witoldówek).

## Історія
Входило до складу медицького ключа у складі Перемиського староства Перемишльської землі Руського воєводства до 1772 р.
У 1880 р. село належало до Перемишльського повіту Королівства Галичини та Володимирії Австро-Угорської імперії, в селі було 870 жителів (851 греко-католик, 19 римо-католиків). Наприкінці XIX ст. в селі зведено фортифікаційні укріплення кільцевої оборони фортеці Перемишль.
Під час українсько-польської війни і битви за Перемишль у листопаді 1918 року в Яксманичах загинуло два вояки Української Галицької Армії - Андрій Кокот і Тарас Фільц.
У 1939 році в селі проживало 1320 мешканців, з них 1130 українців-грекокатоликів, 50 українців-римокатоликів, 10 поляків, 60 польських колоністів міжвоєнного періоду і 60 євреїв. Село входило до ґміни Поповичі Перемишльського повіту Львівського воєводства.
Наприкінці вересня 1939 р. село зайняла Червона армія. 27.11.1939 постановою Президії Верховної Ради УРСР село у складі повіту включене до новоутвореної Дрогобицької області. В червні 1941, з початком Радянсько-німецької війни, село було окуповане німцями. В липні 1944 року радянські війська оволоділи селом, а в травні 1948 року село зі складу Дрогобицької області передано Польщі. Українців добровільно-примусово виселяли в СРСР.
У 1975—1998 роках село належало до Перемишльського воєводства.

## Церква

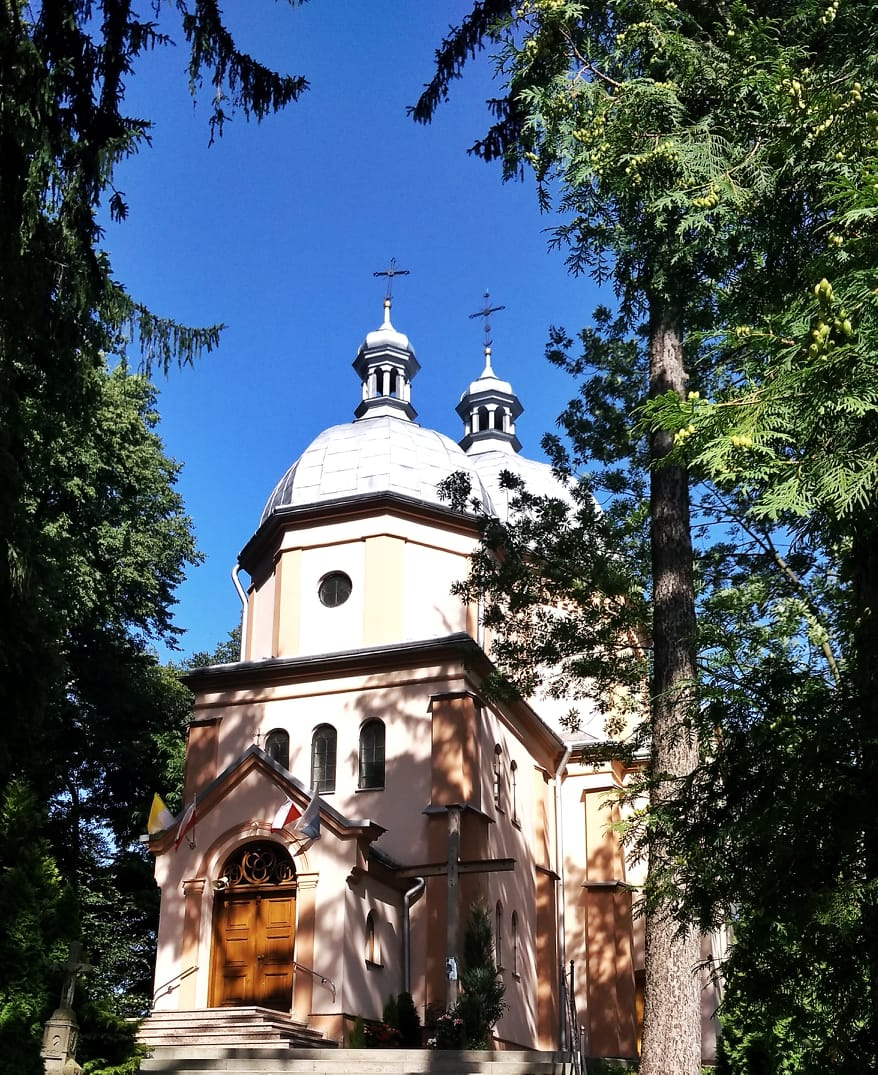
Церква Покрову Пресвятої Богородиці (1901) в с. Яксманичі

У 1901 р. українці збудували муровану греко-католицьку церкву Покрови Пр. Богородиці. До їх депортації була парафіяльною церквою, яка належала до Медицького деканату Перемишльської єпархії. Тепер перероблена на костел. Поряд знаходяться дерев'яна дзвіниця і рештки греко-католицького цвинтаря з 40 надмогильними пам'ятниками.

## Демографія
Демографічна структура станом на 31 березня 2011 року:
|          | Загалом | Допрацездатний вік | Працездатний вік | Постпрацездатний вік |
| -------- | ------- | ------------------ | ---------------- | -------------------- |
| Чоловіки | 250     | 52                 | 180              | 18                   |
| Жінки    | 246     | 46                 | 153              | 47                   |
| Разом    | 496     | 98                 | 333              | 65                   |

## Відомі люди

### Народилися
- український греко-католицький священник, жертва радянських репресій, Слуга Божий Михайло Горечко (1903—1953).